# تاريخ الملكية في كندا
يمتد تاريخ الملكية في كندا من عصور ما قبل الاستعمار حتى يومنا المعاصر، رغم أن الحالة الملكية في كندا ينظر إليها في الغالب على أنها بدأت مع أول المستعمرات الأوروبية للدولة التي يطلق عليها حاليًا اسم كندا، وقد تم الاستحواذ على نيوفاوندلاند لصالح هنري السابع في عام 1497 وتم تأسيس فرنسا الجديدة على يد الملك فرانسوا الأول في عام 1534. ومن خلال تلك العلاقات، فإن الملكية في كندا يمكن أن تعود إلى الفترة الأنجلوسكسونية وبشكل مطلق إلى ملوك الأنجل وبدايات الملك الاسكتلنديين. وقد اشتمل الملوك والملكات الذين حكموا كندا على ملوك فرنسا (حتى لويس الخامس عشر في عام 1763)، وملوك المملكة المتحدة (حتى الملك جورج الخامس في عام 1931)، وملوك كندا (حتى الملكة إليزابيث الثانية في ملكة كندا المعاصرة). وقد قال المؤرخ الكندي فازر جاك مونيت حول التاج الملكي: «[إنه] واحد من بين ست تيجان تقريبًا استمر عبر الإرث المستمر من البدايات التي تعد أقدم من الدستور الكندي الخاص بنا ذاته.»
وقد شجع أول ملوك أوروبيين لكندا ومولوا ودعموا استكشاف الدولة والاستيطان بها،  في حين أنهم قاموا كذلك بتطبيق المعاهدات بين أنفسهم وبين الشعوب الأصلية التي صادفوها. وأثناء القرن الثامن عشر، ومن خلال الحروب والمعاهدات، تم ضم المستعمرات الفرنسية في كندا إلى الملك جورج الثالث. وقد اتحدت المستعمرات على يد الملكة فيكتوريا في عام 1867 لتكوين دومينيون كندا. وقد أصبحت كندا بعد ذلك دولة مستقلة تمامًا من خلال قانون الدستور لعام 1982 الذي أعلنته إليزابيث الثانية، ملكة كندا.

## عصور ما قبل الاستعمار

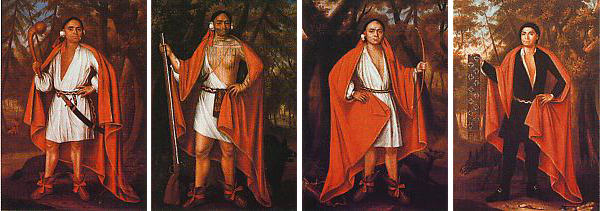
رسم ملوك الموهوك الأربعة، الذي تم رسمه أثناء زيارتهم مع الملكة آن في عام 1710

رغم أنه لا يوجد بين شعوب أمريكا الشمالية الأصلية في الدولة التي يطلق عليها اليوم اسم كندا من قاموا بتأسيس ملكية رسمية، إلا أن بعض الشعوب الأصلية، قبل أول لقاء بينهم وبين المستعمرين الفرنسيين والبريطانيين، كانوا منظمين من الناحية الحكومية بطريقة تشبه الفكرة الغربية للملكية. وغالبًا ما كان ينظر الأوروبيون إلى المناطق الشاسعة التي تنتمي إلى مجموعات مختلفة من السكان الأصليين على أنها ممالك، مثل مملكة ساجوناي، بمحاذاة الساحل الشمالي لنهر سانت لورانس بين نهر ترينيتي وإيسيل أو كودري، ومملكة كندا المجاورة، التي امتدت نحو الغرب إلى جزيرة مونتريال— وكان يشار إلى قادة تلك المجتمعات باسم الملوك، لا سيما أولئك الذين يتم اختيارهم من خلال الوراثة. والعديد منها كانت لها رؤساء قبائل، كانت تتنوع السلطات الخاصة بهم من دولة واحدة إلى دولة أخرى، وفي بعض الأحيان، كان يمكن أن يقوم الرئيس بممارسة قدر كبير من سلطاته وتأثيره على قرارات المجموعة، في حين أنه في قبائل أخرى، كان مجرد شخصية رمزية أو احتفالية. وفي حالات الشخصية الاحتفالية، ومع الأخذ في الاعتبار أن العديد من مجتمعات الدول الأولى كانت تحكمها التقاليد وقواعد السلوكيات غير المكتوبة، في حين أن الرئيس كان ملزمًا باتباع نصائح مجلس الحكماء، فإن شكل الحكومة كان يشابه بشدة الملكية الدستورية المعاصرة.

## تأسيس المستعمرات الأوروبية

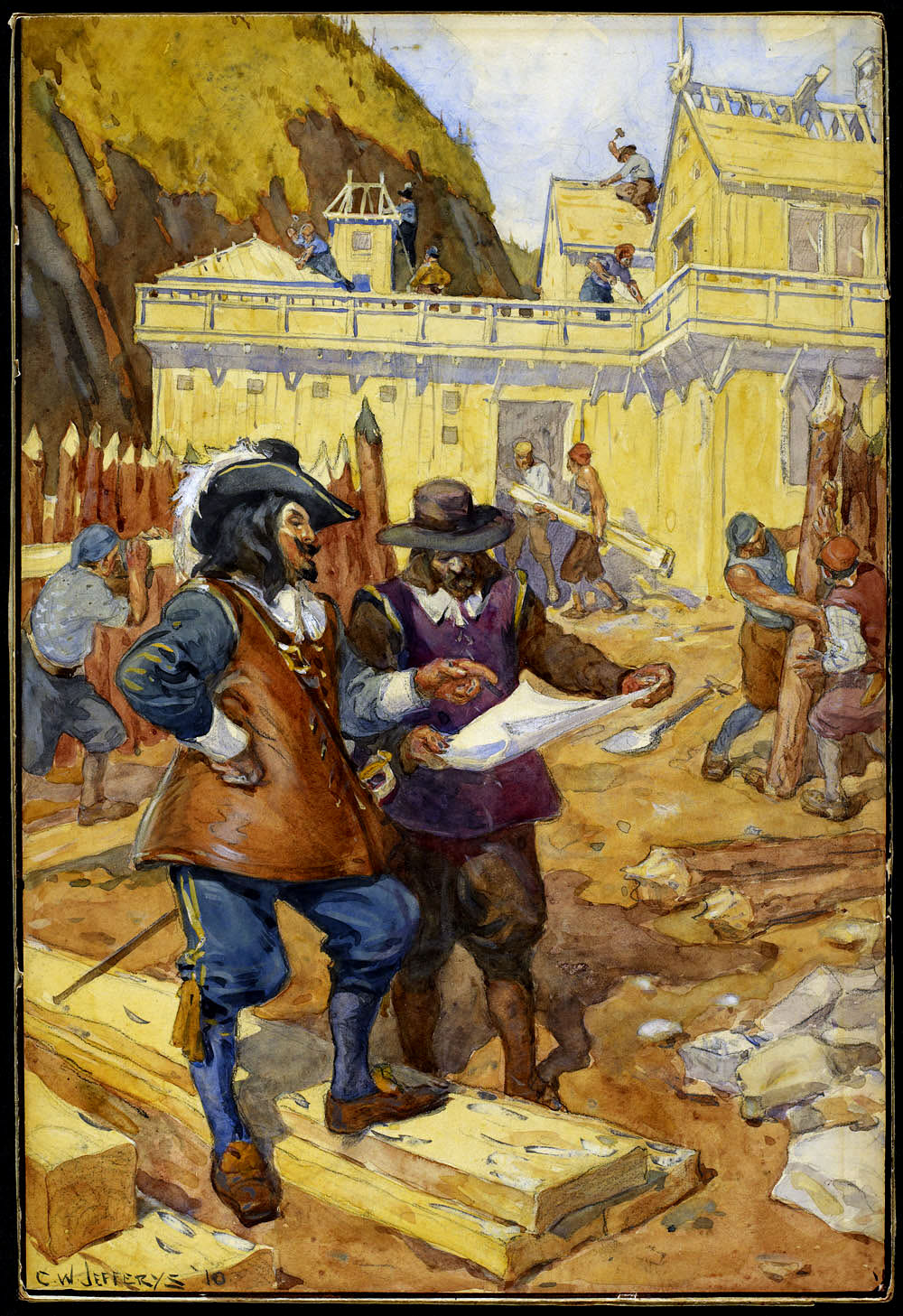
صمويل دو شامبلان يشرف على بناء مدينة كيبك، 1609. في وقت لاحق نُصِّب كممثل عن نائب الملك لفرنسا الجديدة.

أنشئت المستعمرات الفرنسية الأولى في أمريكا الشمالية باسم الملك هنري الرابع في أكاديا (المعروفة اليوم باسم نوفا سكوشا) خلال الثلاث سنوات الأولى من القرن السابع عشر –أما المستعمرة الثانية فقد سُميت بورت رويال تيمنًا به– وبحلول عام 1610، أنشئت أولى المستوطنات البريطانية في جزيرة نيوفندلاند التي نادت بحق ملكيتها إليزابيث الأولى ملكة إنجلترا في وقت سابق عام 1583. في العام التالي، استهل هنري هدسون أول رحلة تجارية أدت إلى تأسيس شركة خليج هدسون بموجب امتياز ملكي من الملك تشارلز الثاني؛ ادَّعى الملك ملكية المنطقة التي تغطي ما يُعرف الآن بألبرتا وساسكاتشوان ومانيتوبا وأونتاريو ومينيسوتا وداكوتا الشمالية وغيرها، وأطلق على المنطقة اسم روبرتس لاند تيمنًا بالأمير روبرت الذي ساعده في تأسيس الشركة.
تسارع توالي السلالة المَلكية الفرنسية، وتم في عام 1615 تنصيب إيمار دي شاست نائبًا للملك في كندا لتمثيل الملك هنري الرابع عام 1602. في عام 1615، أصبحت مدينة كيبك -بناءً على توصية من صمويل دو شامبلان- عاصمة مَلَكية للإمبراطورية الفرنسية في الأميركتين مع تعيين شامبلان -الذي شغل منصب الممثل أو نائب الحاكم لمعظم نواب ملوك كندا- كأول ممثل لنائب الملك في فرنسا الجديدة. بعد نحو 60 عامًا، أصبحت فرنسا الجديدة مقاطعة مَلكية لفرنسا تحت حكم الملك عبر مجلس سيادة يحدده الملك ويضم الحاكم العام لفرنسا الجديدة بصفته ممثلًا عن الملك. أقر الملك مراسيمًا هادفة نحو تعزيز تعداد سكان فرنسا الجديدة في ستينيات القرن السادس عشر والحدّ من اختلال التوازن الجنساني، وكان من بينها إرسال نحو 200-900 امرأة إلى المقاطعة عُرفن باسم فيل دو روا (بالفرنسية : filles du roi ، أي بنات الملك)، اصطحبن معهن جهازهن وملابس جديدة برحلة مدفوعة الثمن إلى العالم الجديد. ومع تزايد عدد السكان، أنشئت البنى التحتية كطريق الملك السريع (بالفرنسية: Chemin du Roi) الذي يصل بين مونتريال ومدينة كيبك، وكاتدرائية بازيليكا في نوتردام دي كيبك التي كانت محطَ اهتمام كبير لدى الملك. استمرت هذه الرعاية المَلكية الفرنسية على مدى القرن الثامن عشر؛ فمثلًا منذ عام 1713 وحتى عام 1758 كانت مستعمرة إيل-رويّال، تحديدًا بلدة لويسبيرغ، مشروعًا هامًا للملكين لويس الرابع عشر والخامس عشر وقدّما تمويلًا ضخمًا -حوالي 20 مليون جنيه فرنسي– لدعم البُنى التحتية (لذلك نجد اسميهما يظهران على مثل هذه الأعمال).

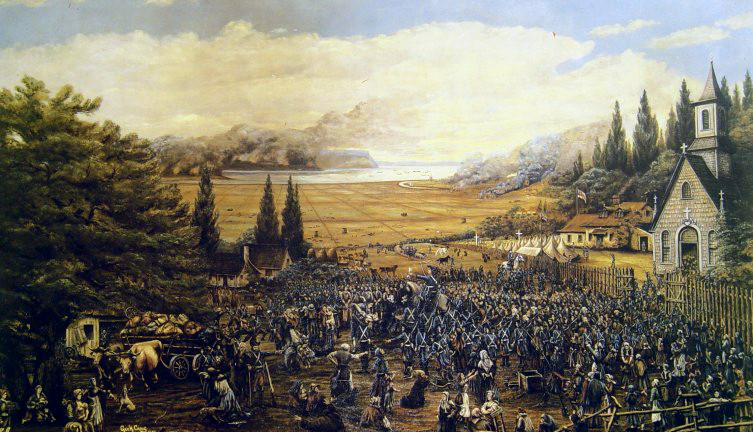
ترحيل الأكاديين من غراند-بري. شُرد أكثر من 11 ألف أكادي بعد رفض الكثيرين إعادة تأكيد ولائهم للملك جورج الثالث.

مع انتقال الأوروبيين نحو الداخل، دخلوا ضمن مواجهة مع سكان كندا الأصليين؛ إذ كانت العلاقات معهم تعتبر في الأصل قائمة مع ملوك أوروبا وأمريكا الشمالية- وإن كانت قد تغيرت فيما بعد بالنسبة للفرنسيين لتصبح بين أفراد الرعية والعاهل، أما بالنسبة للبريطانيين فقد كانت العلاقات بين الدول الأوروبية والشعوب الأصلية تحت حكم ملك واحد- وأدى هذا الأمر إلى إدماج المعاهدات مع التاج ضمن الثقافة السياسية الكندية. في حين أن زعماء السكان الأصليين قدموا المساعدة للملوك أثناء نزاعاتهم في أمريكا الشمالية، فقد أثرت الأوضاع في أوروبا أيضًا على علاقات العالم الجديد، وفي نهاية المطاف نُقلت تقريبًا كافة ممتلكات الملك الفرنسي في ما عُرف بكندا آنذاك إلى التاج البريطاني تاركًا لكندا حكومة ملكية واحدة منفردة. بيد أن إدراج الشعب الفرنسي تحت سيادة بريطانية لم يمر مرور الكرام؛ فأثناء تصعيد الأعمال العدائية في الفترة التي سبقت حرب السنوات السبع، وبسبب قلق المسؤولين البريطانيين، طلبوا من سلالة المستوطنين الفرنسيين في أكاديا إعادة تأكيد ولائهم للملك جورج الثالث. لكن الأكاديين قد رفضوا، ليس بهدف رفض تجديد ولائهم للملك فحسب بل من أجل الحفاظ على هويتهم الكاثوليكية، وجرى ترحيلهم لاحقًا من المنطقة. تُعرف هذه النزاعات الآن باسم الطرد العظيم.

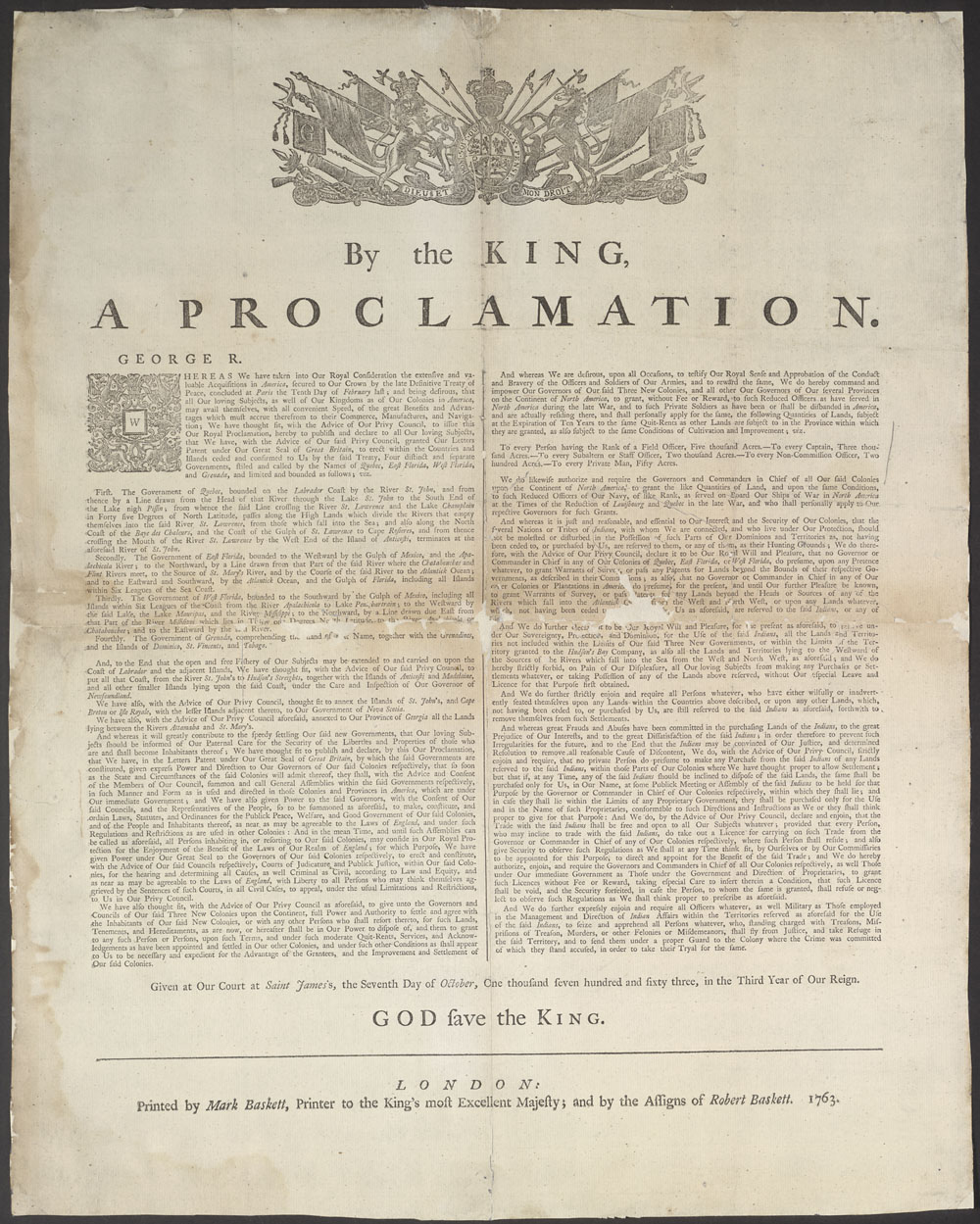
يعتبر الإعلان الملكي لعام 1763 أول اعتراف من جانب التاج بحقوق الشعوب الأصلية.

في أعقاب معاهدة باريس التي اختتمت حرب السنوات السبع في عام 1763، أصدر جورج الثالث الإعلان الملكي  لعام 1763 الذي أنشئت بموجبه حكومة استعمارية ، وشكل أساسًا لدستور مقاطعة كيبك الاستعمارية حتى عام 1774. قلّص الإعلان الملكي مستوطنة المستعمرات الثلاثة عشر الجنوبية لتقتصر على شرق جبال الأبالاش، مع تسمية المناطق الواقعة غرب الجبال باسم الاحتياطي الهندي. وبما أن الإعلان كان أول اعتراف قانوني من جانب التاج البريطاني بحقوق الشعوب الأصلية، رأى البعض أن الإعلان يمثل وثيقة أساسية لمطالبات الأمم الأولى بالأراضي والحكم الذاتي في كندا. في عام 1774، تم إقرار قانون كيبيك الذي ضمن للتاج استمرار الممارسة الحرة للكاثوليكية، فضلًا عن استعادة نظام القانون المدني الفرنسي فيما يتعلق بالمسائل المتصلة بالقانون الخاص. وقد اعتبر المستعمرون الأمريكيون الإعلان الملكي لعام 1763 إلى جانب قانون كيبيك كأحد القوانين التي لا تطاق اللذين أدَّيا معًا في نهاية المطاف إلى اندلاع الثورة الأمريكية.
أدت التوترات بين الحكومة البريطانية والمستعمرات الثلاثة عشر في نهاية المطاف إلى حرب الاستقلال الأمريكية.  أرغم الصراع 46,000 شخصًا مواليًا للتاج – لُقبوا بالموالين للإمبراطورية المتحدة- على الفرار شمالًا من الولايات المتحدة؛ منح مجلس الملك كل أسرة أرضًا مساحتها 200 فدان (0,81 كم2). في الوقت نفسه، طُرد الآلاف من قبيلة الإيراكوي وغيرهم من السكان الأصليين من نيويورك والولايات الأخرى، وأعيد توطينهم تحت حماية التاج في ما يُعرف حاليًا بأونتاريو، واستقر نحو 3000 عبد سابق من أصل أفريقي المعروفين باسم الموالين السود في نوفا سكوشا. مازال سكان أونتاريو المنحدرون من هؤلاء اللاجئين الأصليين محتفظين اليوم باللاحقة الاسمية يو إي UE  كنايةً عن الإمبراطورية المتحدة. لكن لم يكن الأمر سهلًا في البداية على الموالين الذين استقروا في نوفا سكوشا، ذلك لأن العديد من المقيمين المستقرين مسبقًا كانوا منحازين إلى الولايات المتحدة وقضيتها الجمهورية؛ كتب العقيد توماس دونداس من سانت جون في عام 1786: «لقد قاسى (الموالون) شتّى الأضرار المحتملة من سكان نوفا سكوشا القدامى الذين كانوا ساخطين على الحكومة البريطانية أكثر من أي دولة من الدول الجديدة. وهذا يجعلني أشك كثيرًا في ما تبقى من تبعيتهم طويلة المدى».

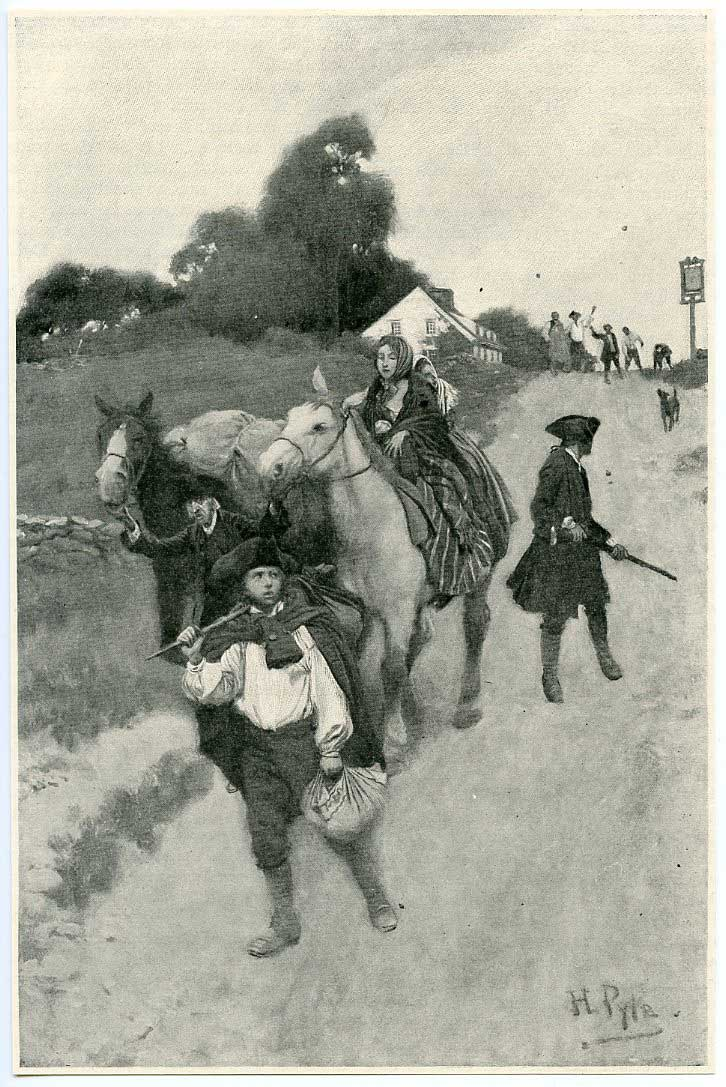
اللاجئون الموالون في طريقهم إلى الكنديتين (العليا والسفلى) خلال الثورة الأمريكية.

وصل الأمير ويليام (ويليام الرابع ملك المملكة المتحدة  لاحقًا) إلى كندا في يوليو 1786، وترأس البلاد، وعلى نحو أكثر تحديدًا سانت جونز: «إنه لبلد يُرثى له حقًا. فظيع وقبيح وقاحل» ومع ذلك، فقد غير رأيه لاحقا بعد مقابلة النساء المحليات، معلقًا على العدد غير المتناهي لنساء كندا المُحبات للمعروف. وأصبح أيضًا عام 1787 أول عضو في الأسرة البريطانية المالكة ليزور كيبك.
بعد أربع سنوات، خدم شقيق الأمير ويليام، الأمير إدوارد (الذي أصبح فيما بعد دوق كنت ووالد الملكة فيكتوريا) منذ عام 1791 وحتى مطلع ذلك القرن في كندا بمهام عسكرية، وخدم أيضًا كقائد للقوات البريطانية في أميركا الشمالية؛ يُعتقد أنه خلال تلك الفترة قد أنجب طفلين من عشيقته الكندية جولي دو سان لوران. عاش الأمير في مدينة كيبيك، حيث أشرف على إنشاء كاتدرائية الثالوث المقدس (كيبيك)، وهو مشروع ذو أهمية شخصية لوالده الملك. في عام 1792، حين جرت أول انتخابات للجمعية التشريعية لكندا السفلى، اندلعت أعمال شغب غذّاها الطابع العرقي في أحد مراكز الاقتراع. وقيل إن الأمير إدوارد تسلق إلى مكان يمكن أن يسمع فيه وخاطب الحشد قائلًا: «تفرقوا الآن بسلام. إني أحثكم على توحيد الرأي والاتفاق. أريد ألا أسمع المزيد من التمييز البغيض بين إنجليزي وفرنسي. أنتم جميعًا رعايا صاحب الجلالة البريطاني الكنديون المحبوبون». وقيل إنها المرة الأولى التي تستخدم فيها الكلمة كندي بطريقة تشمل جميع المستوطنين، إذ كانت مخصصة سابقًا للناطقين بالفرنسية فقط.

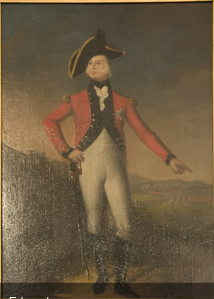
الأمير إدوارد مع وسام فارس الرباط، صوت له مجلس نواب نوفا سكوشا عام 1798. عُيِّن للخدمة في كندا منذ 1791 حتى 1800.

بعد ما يقارب العشرين عامًا، ولدت ابنة الأمير إدوارد الشرعية الوحيدة فيكتوريا  في 24 مايو 1819 في قصر كنسينغتون. بيد أن إدوارد توفي بعد فترة وجيزة، تاركًا فيكتوريا وريثةً للعرش حتى وفاة ويليام الرابع حين تُوِّجت ملكةً في سن الثامنة عشر. رغم أنها لم تزر كندا قط، فقد حظيت بتأييد كبير من الكنديين (بالأخص أصدقاء والدها) ونُسخت صورتها بفضل انتشار الصحف واختراع التصوير الفوتوغرافي كفايةً للحفاظ على الشعبية والولاء في مستعمراتها.
لكن حركات التمرد ضد التاج كانت ما تزال جارية؛ ولا سيما تمرد 1837 الذي أججه تصاعد سلطة ونفوذ الولايات المتحدة والعاطفة الجمهورية. ومع ذلك لم يؤيد معظم المستوطنين فسخ العلاقة مع التاج، ودعت الملكة شعبها في كندا العليا في أعقاب الاضطرابات إلى تجنب الانتقام من مرتكبي الجرائم لتعزيز العدالة. منح البرلمان البريطاني نظام الحكومة المسؤولة إلى الكنديتين (العليا والسفلى)، بدعم من فيكتوريا نفسها رغم تقلص نفوذها السياسي في مستعمراتها الخاصة ومستعمرات ممثليها.
لكن مع تقلص النفوذ الملكي في مناطق، ازداد في أخرى؛ احتفل الكنديون بلحظات هامة في حياة الملكة -كزواجها من الأمير ألبرت- وجرى تدشين المناسبات الملكية –مثل سباق جائزة الملكة الذي أنشئ بمباركة الملكة فيكتوريا عام 1860- وبما أنها الملكة، فإن أبناء فيكتوريا وأحفادها سوف يأتون إلى كندا إما بصفة الحاكم العام أو عقيلة نائب الملك، أو بهدف التجول في البلاد.